# Кажимеж Малаховски
Кажѝмеж Малахо̀вски (на полски: Kazimierz Małachowski) е полски военачалник, участвал във въстанията за национално освобождение през 1794 и 1830 – 1831 година и Наполеоновите войни.

## Военна кариера
Кажимеж Малаховски започва службата си като артилерист в Полската армия през 1786 година. Две години по-късно добива офицерско звание. Участва във въстанието на Косцюшко. Командва артилерията в битката при Рацлавице. След потушаването на въстанието от пруските и руските войски бяга във Виена. По-късно се преселва във Франция. Служи като офицер на Директорията и Наполеон в продължение на 14 години с прекъсвания, тъй като на няколко пъти попада в плен: първо през 1799 от войските на Суворов при Требия, а през 1803 от англичаните при експедицията до Санто Доминго.
През 1807 година Малаховски постъпва като полковник в армията на създаденното от френския император Варшавско херцогство. Участва в похода на Наполеон към Москва през 1812 (в края на кампанията е произведен в звание бригаден генерал) и в бойните действия в Германия през следващата година. Край Лайпциг е пленен за трети път.
През 1815 година Малаховски е назначен за комендант на Модлинската крепост в създаденото от победителите на Наполеон Полско кралство. През 1818 минава в оставка за дванайсет години.
След избухването на Ноемврийското въстание, макар и вече в напреднала възраст, Малаховски се включва в борбата с руснаците. През февруари 1831 е на левия фланг в Гроховската битка. Месец по-късно получава командването на дивизия от въстаническите войски. В неуспешната битка при Остроленка е ранен, но се възстановява. През август, когато руските войски са вече на подстъпите на Варшава, генерал Малаховски е назначен от президента Круковецки за негов помощник във върховното командване. След втория щурм, с който руснаците достигат до подстъпите на града, застава начело на защитниците и ги извежда на десния бряг на Висла, оставяйки Варшава в руски ръце. Още на следващия ден (9 септември 1831) сдава правомощията си на генерал Мачей Рибински. След като въстаническите лидери решават, че по-нататъшната съпротива е безсмислена, Малаховски отхвърля амнистията, предложена му от руснаците, и заедно със семейството си става един от хилядите полски емигранти във Франция.